# 狮子座
狮子座（英語：Leo，天文符号：♌）黃道帶星座之一，星座日期7/23~8/22，面积946.96平方度，占全天面积的2.296%，在全天88个星座中，面积排行第十二位。狮子座中亮于5.5等的恒星有52颗，最亮星为轩辕十四（狮子座α），视星等为1.35。每年3月1日子夜狮子座中心经过上中天。

## 特征

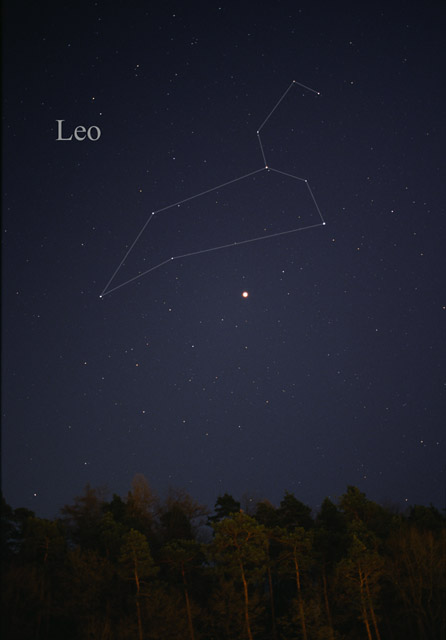
狮子座，可以被肉眼看到（帶星座線繪製）。 [http://www.allthesky.com/constellations/leo.html AlltheSky.com

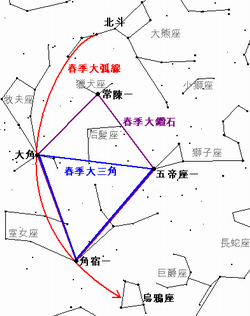
春季大三角和大钻石

狮子座位于室女座与巨蟹座之间，北面是大熊座和小狮座，南边是长蛇座、六分仪座和巨爵座。
狮子座是一个明亮的星座，在春季星空中很容易辨认。其中，軒轅十四（狮子座α）、軒轅十三（狮子座η）、軒轅十二（狮子座γ）、軒轅十一（狮子座ζ）、軒轅十（狮子座μ）及軒轅九（狮子座ε）由南向北組成了“鐮刀”（或反写的问号）结构，它们代表了狮子的头、颈及鬃毛部份。
五帝座一（狮子座β）與牧夫座的大角星及室女座的角宿一組成一個等邊三角形，稱為春季大三角。这三颗恒星和猎犬座的常陈一又组成春季大钻石。
以前代表獅子尾毛的一組星群現在已經成為了獨立的星座——后髮座。
狮子座位于后发座的银河系北极方向附近，所以可以看到大量的河外星系，最著名的就是狮子座三重星系和M96星系团。

## 神话与历史

### 神话

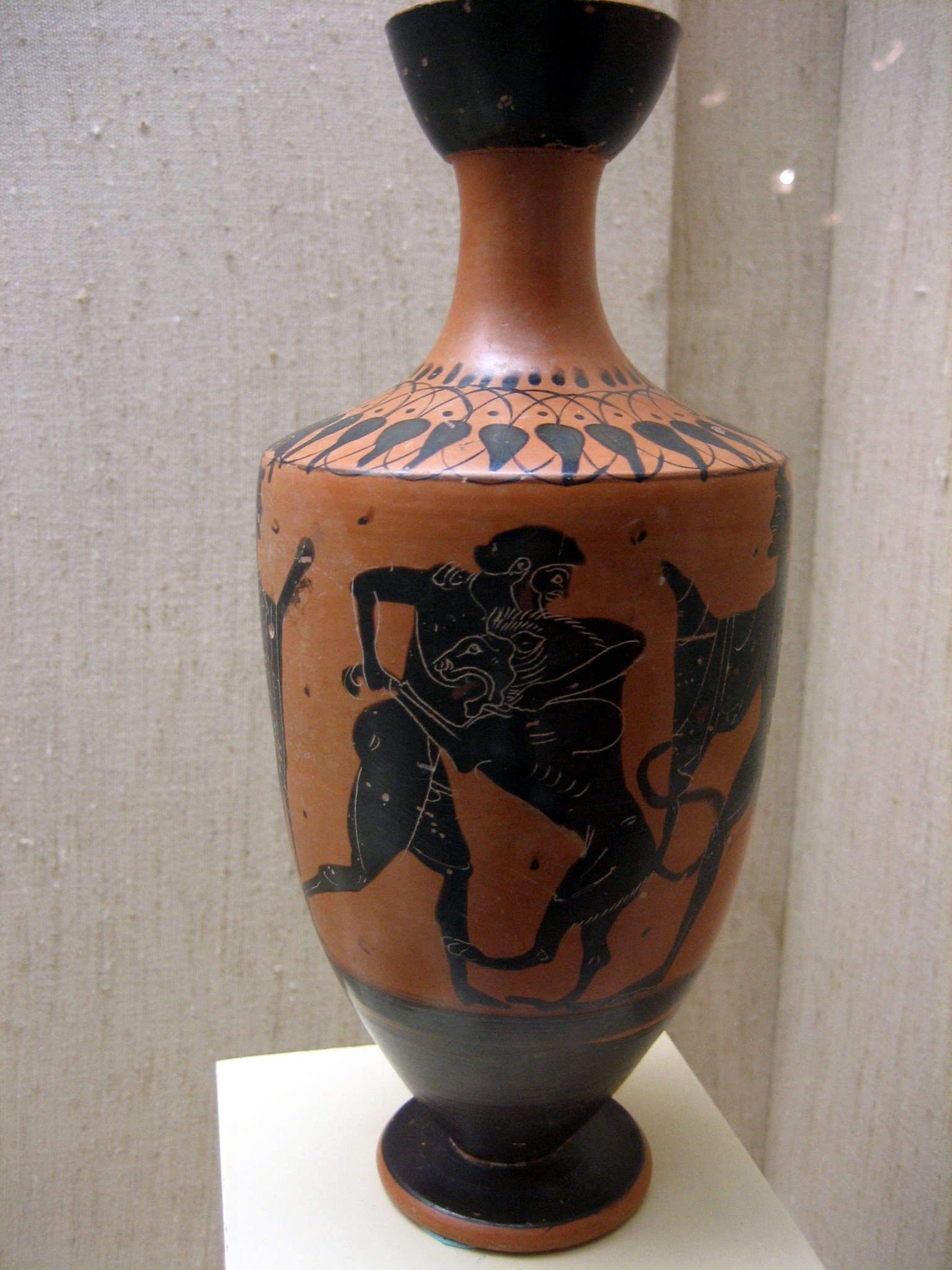
赫拉克勒斯和狮子的战斗

希腊神话中，赫拉克勒斯是宙斯与凡人的私生子，他天生具有无比的神力，天后赫拉也因此視他為眼中釘，千方百計想殺死赫拉克勒斯，但一直未能如願。赫拉诅咒让赫拉克勒斯發瘋打死自己三个无辜的儿子。赫拉克勒斯醒後十分懊恼。为了赎罪他决定以苦行来洗清自己的罪孽，他来到迈锡尼为国王欧律斯透斯（Eurystheus）服役十二年。赫拉克勒斯在十二年中完成了十二项英勇业绩，其中有一项任务就是要杀死涅墨亚狮子；牠是半人半蛇的妖怪厄喀德娜生下的，到处吞食生灵。赫拉克勒斯拿着他的弓箭和他常用的木棒，来到涅墨亚山谷，找到了这头狮子，先用弓箭射他，箭却反弹回来，再用木棒打他，粗木棒却碎裂，原来涅墨亚狮子是刀枪不入的，无论是用石器，铜器还是铁器，都无法伤害到它。赫拉克勒斯只好和狮子肉搏，过程十分惨烈，最后使尽全身力气，终于徒手将那狮子给活活掐死。之后赫拉克勒斯利用狮子的脚爪将狮子的皮剝下，狮头戴在头上作为头盔，狮皮则披在身上作為盔甲。这个便是我们经常看见的赫拉克勒斯的形象。
后来宙斯为纪念赫拉克勒斯的丰功伟绩，将被他殺死的涅墨亚獅子升到空中，變成了狮子座。

### 历史

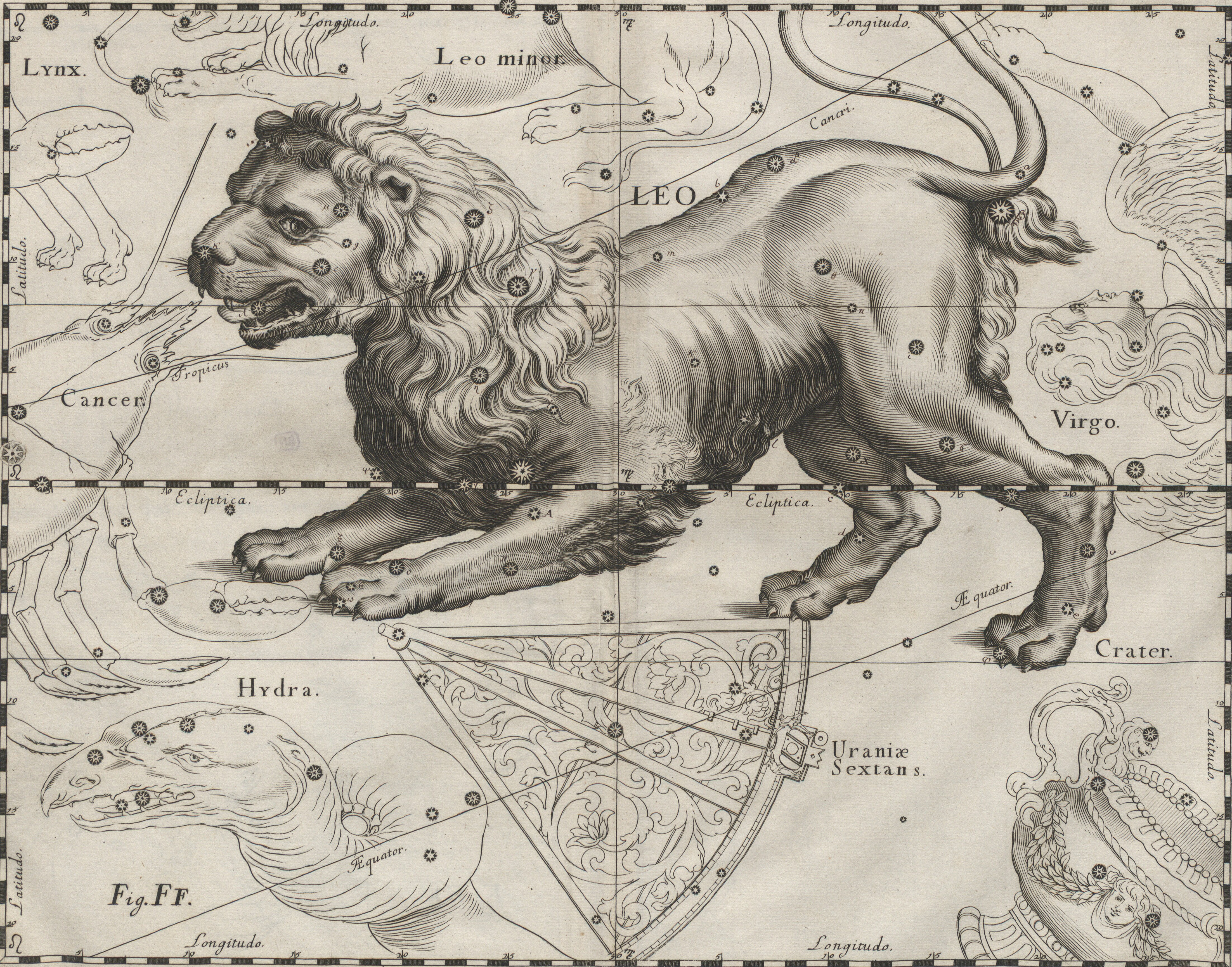
天文學家約翰·赫維留筆下的狮子座

狮子座的设立已经数千年的历史。现在普遍认同的说法是在4000多年前的古埃及，每年仲夏节太阳移到狮子座天区时，尼罗河的河谷就有大量狮子从沙漠中聚集乘凉喝水，狮子座因此得名。
在托勒密列出的48星座中，狮子座包括了现在的狮子座和后发座天区。在古代，后发座天区被联想成狮子尾巴上的毛。1602 年丹麦天文学家第谷在他的星表中最先将狮子座和后发座分开。而在 1603 年由德國律師和星圖繪製師約翰·拜耳出版的《測天圖》中也將兩個星座分開。

## 恆星

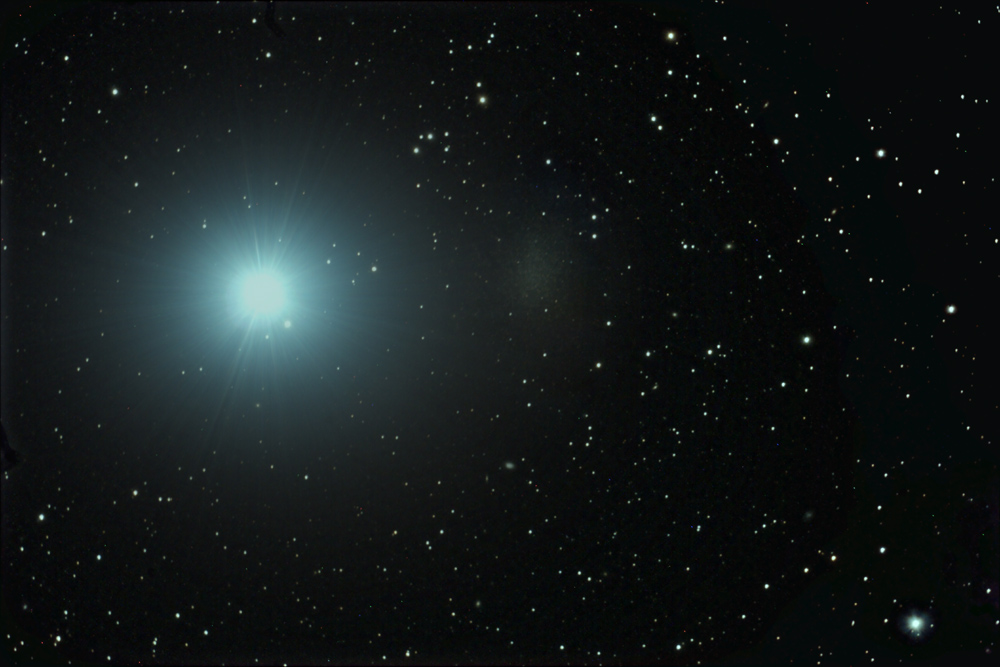
轩辕十四和狮子座 I星系

- 轩辕十四（狮子座α），狮子座最亮的恆星，是一顆蓝白色恆星，視星等1.35，光度在全夜空中排第二十一位，距离84光年。軒轅十四位于黃道之上，偶尔會因和白道相交而出現月掩軒轅十四的天文現象。
- 五帝座一（狮子座β），视星等2.14等的白色恆星，也是一顆盾牌座δ型变星，距离43光年。
- 轩辕十二（狮子座γ），四合星，子星γ1的亮度为2.28等，子星γ2的亮度为3.53等，两颗星运转周期为619年。另外还有两颗黯淡的伴星。
- 太微右垣三（狮子座ι），目视双星，两颗子星的星等为4.0和6.7等，复合星等3.94。
- 少微二（狮子座54），双星，两颗子星的星等为4.5和6.3等，复合星等4.3。
- 轩辕十六（狮子座ρ），天鹅座α型变星，视星等在3.83-3.90间变化。绝对星等为-5.7等，亮度为太阳的15000倍。
- 狮子座R，米拉变星，亮度极大时视星等为4.4，极小时为11.3，变光周期309.95日。
- Wolf 359，红矮星，视星等为13.45等，距離太陽系7.7光年，是離地球最近的恒星之一。
- 格利泽436，红矮星，距离地球33光年，目前已发现一个行星格利泽436b。

### 重要主星表
| 拜耳命名法 | 中國星官          | 英文名字  | 英文含意   | 視星等 |
| ---------- | ----------------- | --------- | ---------- | ------ |
| 狮子座α    | 轩辕十四          | Regulus   | 小皇帝     | 1.35   |
| 狮子座β    | 五帝座一          | Denebola  | 狮子的尾巴 | 2.14   |
| 狮子座γ    | 轩辕十二          | Algieba   | 前额       | 1.98   |
| 狮子座δ    | 太微右垣五/西上相 | Zosma     | 束带       | 2.56   |
| 狮子座ε    | 轩辕九            | Algenubi  | 狮头的南面 | 2.98   |
| 狮子座ζ    | 轩辕十一          | Adhafera  | 狮子的鬃毛 | 3.44   |
| 狮子座η    | 轩辕十三          | Al Jabhah | 前额       | 3.52   |
| 狮子座θ    | 太微右垣四/西次相 | Chertan   | 肋骨       | 3.34   |
| 狮子座ι    | 太微右垣三/西次将 | -         | -          | 3.94   |
| 狮子座κ    | 轩辕七            | Al Asad   | 狮子的鼻口 | 3.94   |
| 狮子座λ    | 轩辕八            | Alterf    | 狮子的视野 | 4.32   |
| 狮子座μ    | 轩辕十            | Rasalas   | 狮头       | 3.88   |
| 狮子座ν    | 明堂二            | -         | -          | 5.26   |
| 狮子座ξ    | 酒旗二            | -         | -          | 4.97   |
| 狮子座ο    | 轩辕十五          | Subra     | -          | 3.52   |
| 狮子座π    | 轩辕十七/御女     | -         | -          | 4.68   |
| 狮子座ρ    | 轩辕十六          | Shir      | -          | 3.84   |
| 狮子座σ    | 太微右垣二/西上将 | -         | -          | 4.05   |
| 狮子座τ    | 明堂一            | -         | -          | 4.95   |
| 狮子座φ    | 明堂增六          | -         | -          | 4.45   |
| 狮子座χ    | 灵台一            | -         | -          | 4.62   |
| 狮子座ψ    | 酒旗一            | -         | -          | 5.36   |
| 狮子座ω    | 酒旗三            | -         | -          | 5.40   |
| 狮子座15   | 轩辕六            | -         | -          | 5.66   |
| 狮子座46   | 长垣一            | -         | -          | 5.45   |
| 狮子座48   | 长垣四            | -         | -          | 5.09   |
| 狮子座51   | 少微四            | -         | -          | 5.52   |
| 狮子座52   | 长垣二            | -         | -          | 5.51   |
| 狮子座53   | 长垣三            | -         | -          | 5.34   |
| 狮子座54   | 少微二            | -         | -          | 4.32   |
| 狮子座58   | 灵台三            | -         | -          | 4.86   |
| 狮子座59   | 灵台二            | -         | -          | 5.00   |
| 狮子座67   | 少微一            | -         | -          | 5.72   |
| 狮子座72   | 虎贲              | -         | -          | 4.58   |
| 狮子座87   | 明堂三            | -         | -          | 4.79   |
| 狮子座92   | 从官              | -         | -          | 5.28   |
| 狮子座93   | 太子              | -         | -          | 4.52   |
| 狮子座95   | 五帝座四          | -         | -          | 5.55   |
| HD 83069   | 轩辕五            | -         | -          | 5.57   |
| HD 102103  | 五帝座三          | -         | -          | 6.53   |
| HD 102660  | 五帝座二          | -         | -          | 6.04   |
| HD 102910  | 五帝座五          | -         | -          | 6.37   |

## 深空天体

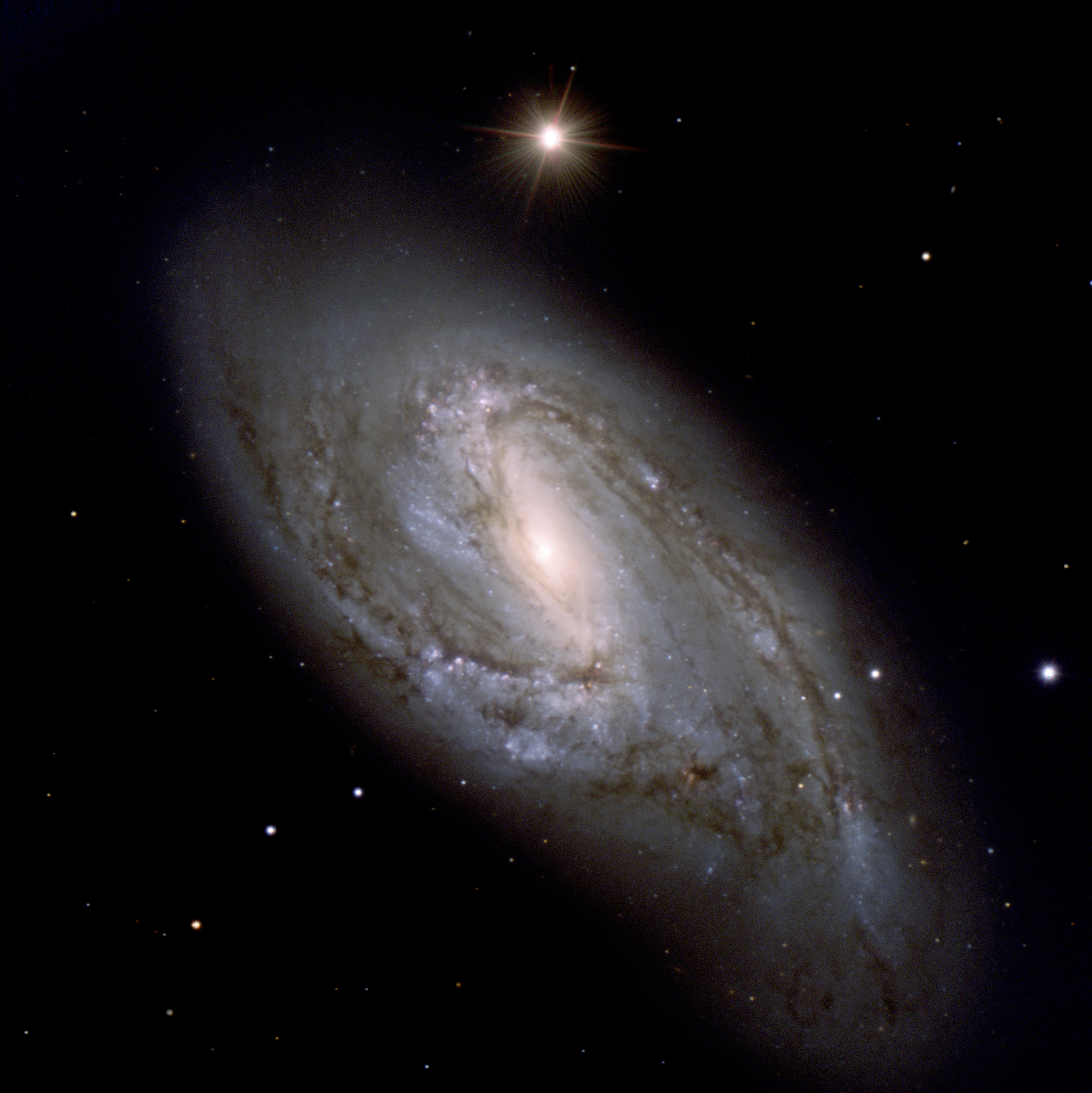
梅西尔天体(Messier) M66

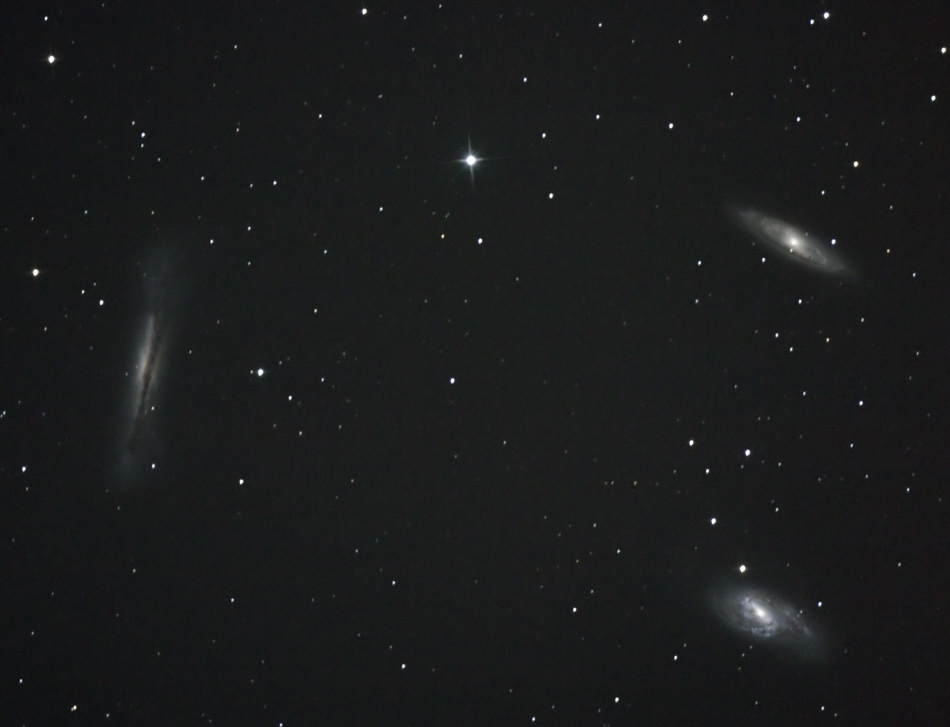
M65(右上)，M66(右下)和NGC 3628 (左)

- 狮子座三重星系，由M65(NGC 3623)、M66(NGC 3627)和NGC 3628組成，位于狮子座θ和狮子座τ之间，是狮子座中最著名的深空天体。它们距离为2700万光年。
  - M65是视星等为9.3等的漩涡星系，线直径10万光年。
  - M66是视星等为9.0的漩涡星系，线直径12万光年。
  - NGC 3628是亮度为9.5等的漩涡星系。
- M96星系團，包含M95(NGC 3351)、M96(NGC 3368)、M105(NGC 3379)三個梅西耶天体和NGC 3384等。它们距离为2500万光年。
  - M95是视星等为9.7的棒旋星系，线直径8万光年。
  - M96是视星等为9.3的漩涡星系，线直径9万光年。
  - M105是亮度为9.3的椭圆星系。

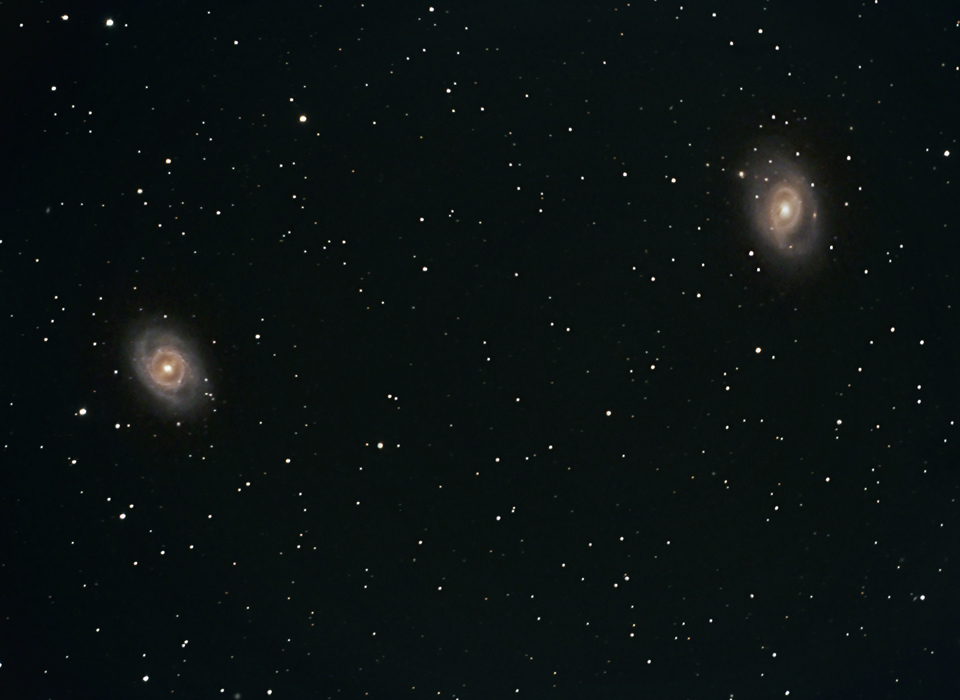
M95和M96

- NGC 3226和NGC 3227，位于狮子座γ东方50'处的两个正在合并的矮椭圆星系。
- 狮子座I，距离轩辕十四12角分的矮椭球星系，距离大约为82万光年，是本星系群的星系，来自轩辕十四的散射光芒使得这个星系难以被观测到。

## 中国星官
中国古代传统中，狮子座天区包括太微垣的太微右垣、五帝座、太子、從官、虎賁、明堂、靈臺、少微、長垣，柳宿的酒旗 和星宿的轩辕、御女等星官。
- 太微右垣(太微5)：室女座β（右執法）、獅子座σ（西上將）、獅子座ι（西次將）、獅子座θ（西次相）、獅子座δ（西上相）
- 五帝座(太微5)：獅子座β（五帝座一）、獅子座HIP 57646（五帝座二）、獅子座HIP 57320（五帝座三）、獅子座95（五帝座四）、獅子座HIP 57779（五帝座五）。
- 太子(太微1)：獅子座93。
- 從官(太微1)：獅子座92。
- 虎賁(太微1)：獅子座72。
- 明堂)(太微3)：獅子座84τ（明堂一）、獅子座91υ（明堂二）、獅子座87（明堂三）。
- 靈臺(太微3)：獅子座63χ（靈臺一）、獅子座95（靈臺二）、獅子座58（靈臺三）。
- 少微(太微4)：獅子座67（少微一）、獅子座54（少微二）、小獅座41（少微三）、獅子座51（少微四）。
- 長垣(太微4)：獅子座46（長垣一）、獅子座52（長垣二）、獅子座53（長垣三）、獅子座48（長垣四）。
- 酒旗 (柳3)：狮子座ψ（酒旗一）、狮子座ξ（酒旗二）、狮子座ω（酒旗三）。
- 軒轅(星17)：天貓座10 Uma（軒轅一）、天貓座HIP 44700（軒轅二）、天貓座38（軒轅三）、天貓座α（軒轅四）、天貓座HIP 47617（軒轅五）、獅子座f（軒轅六）、獅子座κ（軒轅七）、獅子座λ（軒轅八）、獅子座ε（軒轅九）、獅子座μ（軒轅十）、獅子座ζ（軒轅十一）、獅子座γ（軒轅十二）、獅子座η（軒轅十三）、獅子座α（軒轅十四）、獅子座ο（軒轅十五）、獅子座ρ（軒轅十六）、獅子座π（軒轅十七,御女）。
- 御女(星1)：獅子座π（軒轅十七,御女)。

## 流行文化
- 在爆旋陀螺 钢铁战魂中，日本、非洲陀螺手盾神京矢所持有的陀螺是王者雄獅145D、岩巖獅王145WB、獠牙獅王130W²D，它拥有獅子座的力量。
- 在超人力霸王系列影集中《超人力霸王雷歐》的超人力霸王雷歐和其胞弟阿斯特拉是出身自此星座的虛構星球L77之上，而後被宿敵摧毀成家破人亡。雷歐和阿斯特拉皆擁有其他超人力霸王沒有的強大力量「獅子之力」。
- 在日本特摄电视剧假面骑士时王中，軒轅十四最亮的時間就是逢魔的日子到了。
- 日本漫畫妖精尾巴裡的獅子座星靈雷歐